# Back in the U.S.S.R.
"Back in the U.S.S.R." é uma canção dos Beatles lançada no álbum The Beatles ou Álbum Branco, de 1968. Creditada à dupla Lennon-McCartney, foi composta principalmente por Paul McCartney e é seguida pela canção "Dear Prudence".

## Origens da criação
McCartney conta que sempre ouvia americanos que viajavam reclamarem da saudade do fast-food, dos donuts e lavanderia automática, ele resolveu então narrar o inverso: um russo saindo de Miami e voltando para sua pátria, a União Soviética. Ele usou harmonias típicas dos Beach Boys em "California Girls" e da surf music, algo bem americano. Percebeu então que a sigla em inglês da União das Repúblicas Socialistas Soviéticas, que era USSR, continha a sigla dos Estados Unidos da América, US, e aproveitou-se disso para fazer uma paródia a canção "Back in the U.S.A." de Chuck Berry, em um ponto da música ele canta: "Back in the US, back in the US, back in the USSR" para deixar clara a brincadeira.

## A letra
A canção abre e fecha com um som de um avião que se refere ao retorno de Miami nos EUA à “União das Repúblicas Socialistas Soviéticas” (em inglês, "U.S.S.R.").
Na letra, é possível ver a satisfação de se retornar ao país: "the Ukraine girls really knock me out" e "Moscow girls make me sing and shout" (“As garotas da Ucrânia me deixam louco” e “As garotas de Moscou me fazem cantar e gritar”). Outras referências à União Soviética são o trechos “show me round your snow peaked mountain way down south” (“me mostre a neve no topo das montanhas do sul”) e “let me hear you balalaika's ringing out” (“me deixe ouvir sua balalaica tocar”).
A letra também contém uma referência à música de Hoagy Carmichael, "Georgia on My Mind", sucesso com Ray Charles: o trecho “And Georgia's always on my mind” pode ser interpretado como “E a Geórgia está sempre na minha mente” ou “E (as garotas da) Geórgia sempre (estão) na minha mente”, pelo trecho a seguir: "come and keep your comrade warm" (“venha e mantenha seu camarada aquecido”). A brincadeira relacionando as superpotências da Guerra Fria continua, pois a canção "Georgia on My Mind" refere-se justamente à República Socialista Soviética da Geórgia, mas há um duplo sentido entre este ex-território soviético e o Estado americano da Geórgia.
Em entrevista para a revista Playboy dos EUA em 1984, McCartney afirmou: "Eu tinha gostado da ideia de 'garotas da Geórgia' e de falar de lugares como a Ucrânia como se fossem a Califórnia, sabe? (...) Porque eles gostam de nós lá [na União Soviética], embora talvez os chefes do Kremlin, não."

## Gravação
Nessa faixa, McCartney toca a parte principal de bateria com contribuições de Lennon e Harrison em algumas partes, porque, em 22 de agosto, o baterista Ringo Starr havia momentaneamente abandonado o grupo devido às críticas que recebia de McCartney do modo que estava tocando e devido ao clima pesado nas gravações. McCartney também toca piano e guitarra. Lennon e Harrison tocam baixo e acompanham no vocal de apoio. Starr retornou duas semanas depois, após um pedido de desculpas dos integrantes com flores lhe esperando, espalhadas por toda bateria.

## Músicos
De acordo com Ian MacDonald e Mark Lewisohn:
- Paul McCartney – Vocais, piano, guitarra base, baixo, bateria, palmas, percussão
- John Lennon – vocais de apoio, baixo de 6 cordas, palmas, bateria
- George Harrison – vocais de apoio, guitarra solo, palmas, bateria